# Solpugyla masienensis
Solpugyla masienensis es una especie de arácnido  del orden Solifugae de la familia Solpugidae.

## Distribución geográfica
Se encuentra en Mozambique.